# Charles (rivier)
De Charles, plaatselijk bekend als de Charles River, is een kleine, betrekkelijk korte rivier in de staat Massachusetts in de Verenigde Staten van Amerika, die Boston van Cambridge en Charlestown scheidt.
De rivier wordt gevoed door ongeveer tachtig beekjes en verscheidene ondergrondse bronnen. De Charles meandert in grote bochten door het landschap over een afstand van ongeveer 130 km vanaf Echo Lake in Hopkinton, door 58 steden en dorpen in het oosten van Massachusetts, voor ze in de haven van Boston uitmondt. Hoewel de rivier een relatief groot stroomgebied van ongeveer 750 km² heeft, ligt de bron slechts 42 km van de monding van de rivier en is het verval slechts 105 m. Het is het dichtstbevolkte rivierbekken van New England.
De Harvard-universiteit, de Universiteit van Boston en het Massachusetts Institute of Technology liggen allemaal aan de Charles; in Boston zelf verbreedt de rivier zich tot een meer dat omringd is door parken, zoals de Charles River Esplanade. De rivier wordt gebruikt voor watersport, vooral roeien en zeilen. Ieder jaar in oktober wordt er de roeiwedstrijd de Head of the Charles gehouden.

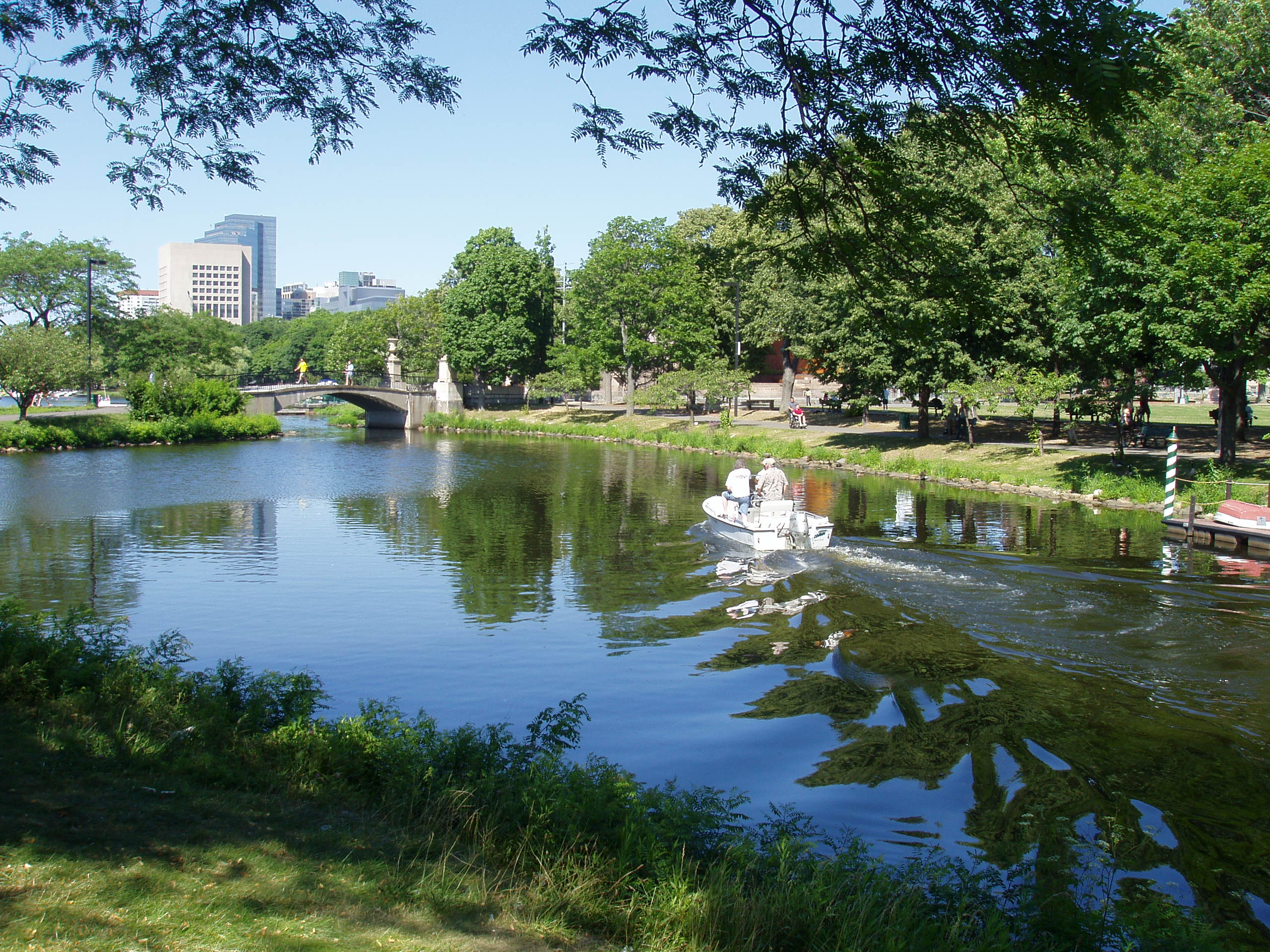
Charles River Esplanade

## Geschiedenis
De rivier werd door de oorspronkelijke Indiaanse bevolking gebruikt voor visserij en als waterweg van het zuidoosten van Massachusetts naar het noorden van New England.
Kapitein John Smith gaf de rivier zijn huidige Engelse naam ter ere van de toenmalige koning Karel I van Engeland. Latere Europese kolonisten kanaliseerden de rivier op sommige plaatsen voor industrialisatie en tegen 1640 werd begonnen met het omleiden van het water om watermolens aan te drijven. De eerste door waterkracht aangedreven fabriek in Amerika werd gevestigd in Waltham in 1814, waarna het Charlesbekken een van de meest geïndustrialiseerde gebieden in de Verenigde Staten werd. Tegen het einde van de 19e eeuw waren er 20 dammen in de rivier, die hoofdzakelijk gebruikt werden voor waterkracht voor de industrie.

## De Charles River in de populaire cultuur
De Charles River komt voor in de popsong "Dirty Water" van de groep The Standells.
Down by the River...
Down by the banks of the River Charles
(Oh, that's what's happenin' baby)
That's where you'll find me
Along with lovers, muggers, and thieves.
(Ahh, but they're cool people)
Dit nummer gaat over Boston, en wordt soms als Bostons officieuze volkslied beschouwd. Het werd geschreven toen Boston problemen had met waterverontreiniging ("I love your dirty water, Boston you're my town").
- Bibliothèque nationale de France: cb14568493p (data)
- Library of Congress Control Number: sh85022682
- National Archives and Records Administration: 10038666
- Nationale Bibliotheek van Israël: 987007284930605171
- Virtual International Authority File: 238136705